# Státní tábor
Státní tábor (hebrejsky המחנה הממלכתי‎, ha-Machane ha-mamlachti) je izraelská politická aliance tvořená stranou Chosen le-Jisra'el Binjamina Gance a nezávislými politiky, například náčelníkem Generálního štábu Izraelských obranných sil Gadim Eizenkotem, a do března 2024 ještě stranou Nová naděje Gid'ona Sa'ara.
Byla vytvořena za účelem účasti v izraelských parlamentních volbách v roce 2022.

## Historie

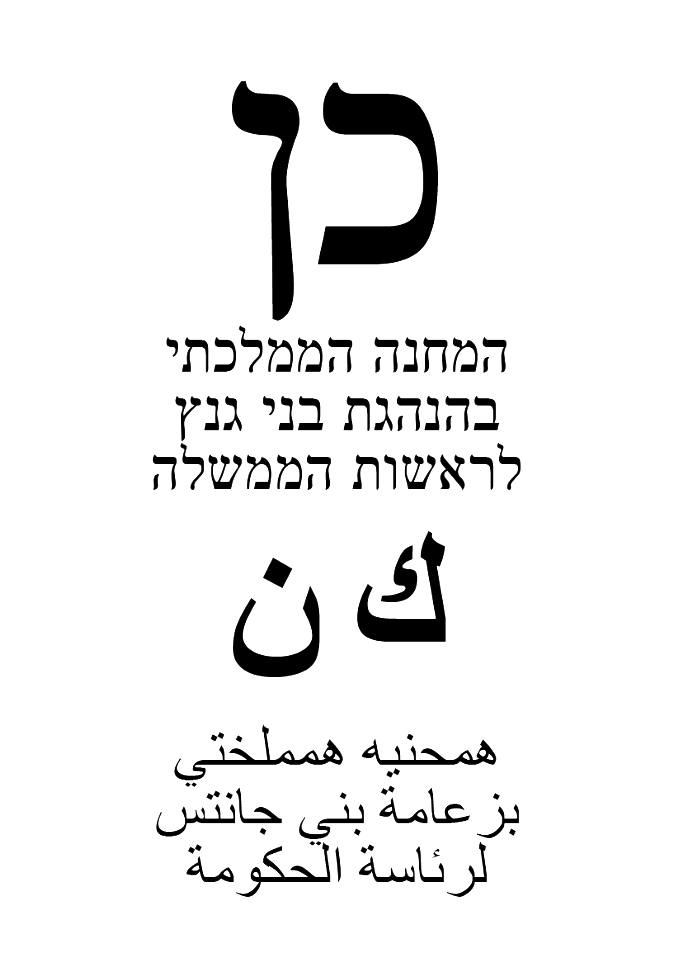
Volební lístky používané Státním táborem během voleb v roce 2022

Ganc a Sa'ar oznámili 10. července spojenectví svých stran, které se původně jmenovalo Kachol lavan–Nová naděje. Dne 14. srpna se k alianci připojili bývalý náčelník Generálního štábu Izraelských obranných sil Gadi Eizenkot a bývalý poslanec Knesetu za Jaminu Matan Kahana, načež byla přejmenována na Státní tábor. Poslankyně Knesetu za Jaminu Širli Pinto se ke straně připojila 22. srpna.

## Složení
| Název                   | Ideologie           | Pozice                   | Předseda      | Počet poslanců Knesetu |
| ----------------------- | ------------------- | ------------------------ | ------------- | ---------------------- |
| Kachol lavan            | všeobecný sionismus | střed                    | Binjamin Ganc | 6/120                  |
| Nová naděje (do 3/2024) | všeobecný sionismus | středopravice až pravice | Gid'on Sa'ar  | 4/120                  |
| nezávislí               |                     |                          |               | 2/120                  |

## Předsedové
| Předseda | Předseda      | Nástup do úřadu | Konec v úřadu |
| -------- | ------------- | --------------- | ------------- |
|          | Binjamin Ganc | 2022            | úřadující     |

## Výsledky voleb do Knesetu
| Volby | Předseda      | Celkový počet hlasů | Celkový počet hlasů v % | Celkový počet mandátů | +/–         | Status  |
| ----- | ------------- | ------------------- | ----------------------- | --------------------- | ----------- | ------- |
| 2022  | Binjamin Ganc | 432 376             | 9,08                    | 12/120                | nová strana | opozice |